# شاي أحمد

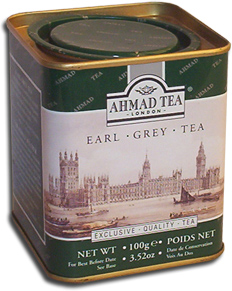
شاي أحمد

شاي أحمد (بالإنجليزية: Ahmad Tea)‏ هو شاي إنجليزي، أنتج لأول مرة في عام 1986، يصنع من أجود أنواع الشاي السيلاني والكيني، مالك الشركة إيراني الاصل، ويتم تصديره إلى أكثر من 70 بلداً حول العالم.

## وصلات خارجية
- الموقع الرسمي